# Onobrychis degenii
Onobrychis degenii är en ärtväxtart som beskrevs av Dorfl. Onobrychis degenii ingår i släktet esparsetter, och familjen ärtväxter. Inga underarter finns listade i Catalogue of Life.